# Hermandad de Padre Pío
La Hermandad de Padre Pío es una asociación religiosa católica que realiza una procesión anual en las vísperas de la Semana Santa de Sevilla. Está ubicada en Parroquia del Buen Pastor y San Juan de la Cruz, barriada Padre Pío-Palmete de la ciudad de Sevilla, Andalucía, España. 
Su nombre completo es Hermandad Sacramental de la Santa Cruz en el Monte Calvario y Cofradía de Nazarenos de Nuestro Padre Jesús de la Salud y Clemencia, Santísima Virgen Madre de la Divina Gracia y San Juan de la Cruz.

## Historia
Se constituyó como Asociación de Fieles en 1986. En 1987 pasó a convertirse en Agrupación Parroquial. La Virgen Madre de la Divina Gracia procesiona desde 1993 y el Cristo desde 1996. Sus primeras salidas tenían lugar el Viernes de Dolores por las calles de la feligresía, hasta que en el año 2008 se decide realizar Estación de Penitencia a un templo del Arciprestazgo, concretamente la Parroquia de los Dolores del Cerro. En el año 2016 se aprueba el cambio de día, del Viernes de Dolores al Sábado de Pasión.

## Jesús de la Salud y Clemencia
En el primer paso se representa a Jesús de la Salud y Clemencia. La talla es obra del escultor Fernando Murciano Abad y fue realizada en 1996. El paso es obra de Manuel Ávila Barrios.

## Virgen de la Divina Gracia
En el segundo paso procesiona la Virgen Madre de la Divina Gracia bajo palio. Fue tallada en 1987 por Luis Álvarez Duarte y restaurada también por él en 2010. El paso de la virgen y su manto son obra del taller de los herederos de Esperanza Elena Caro y su candelería es del taller de Villareal.

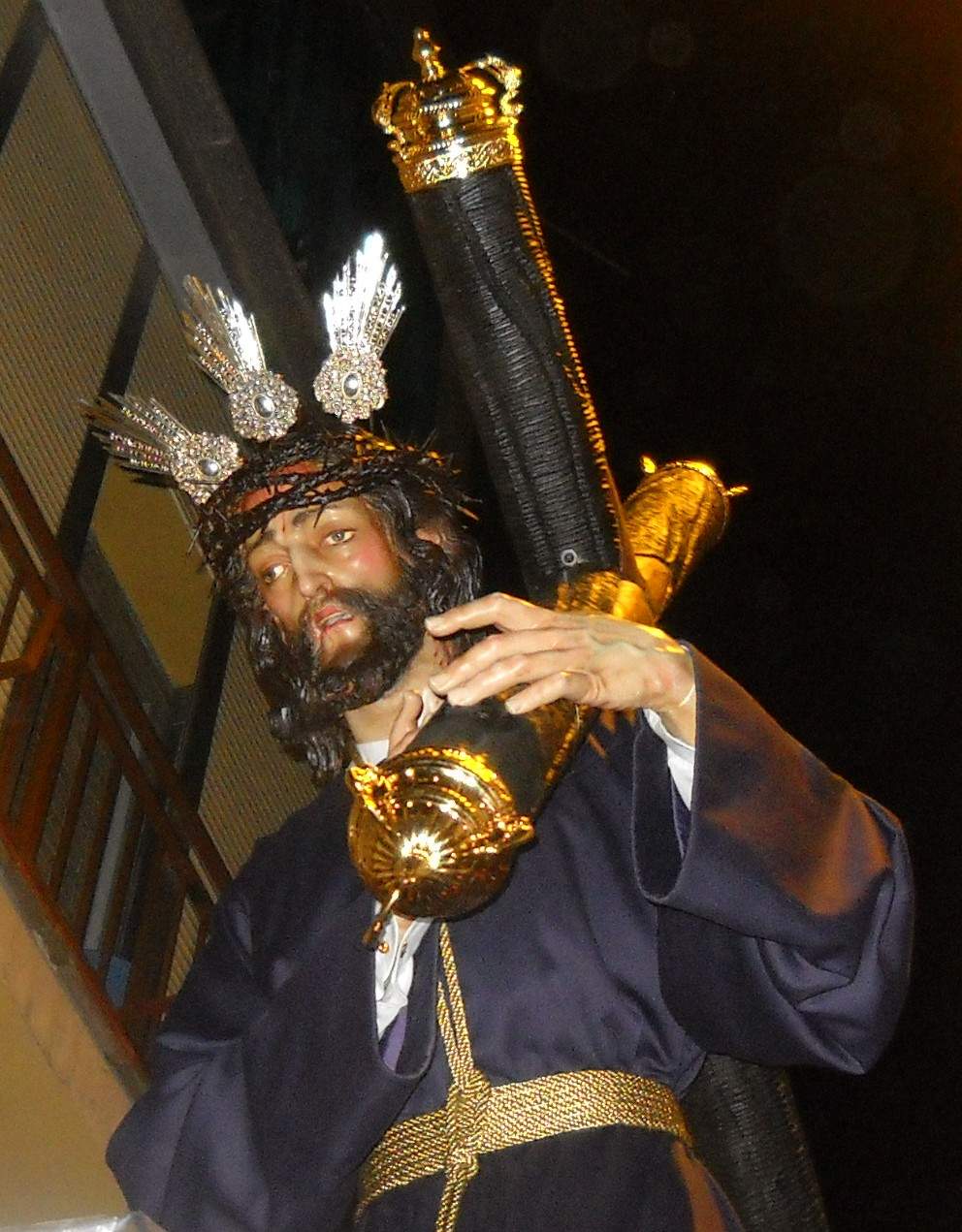
Cristo de Salud y Clemencia.
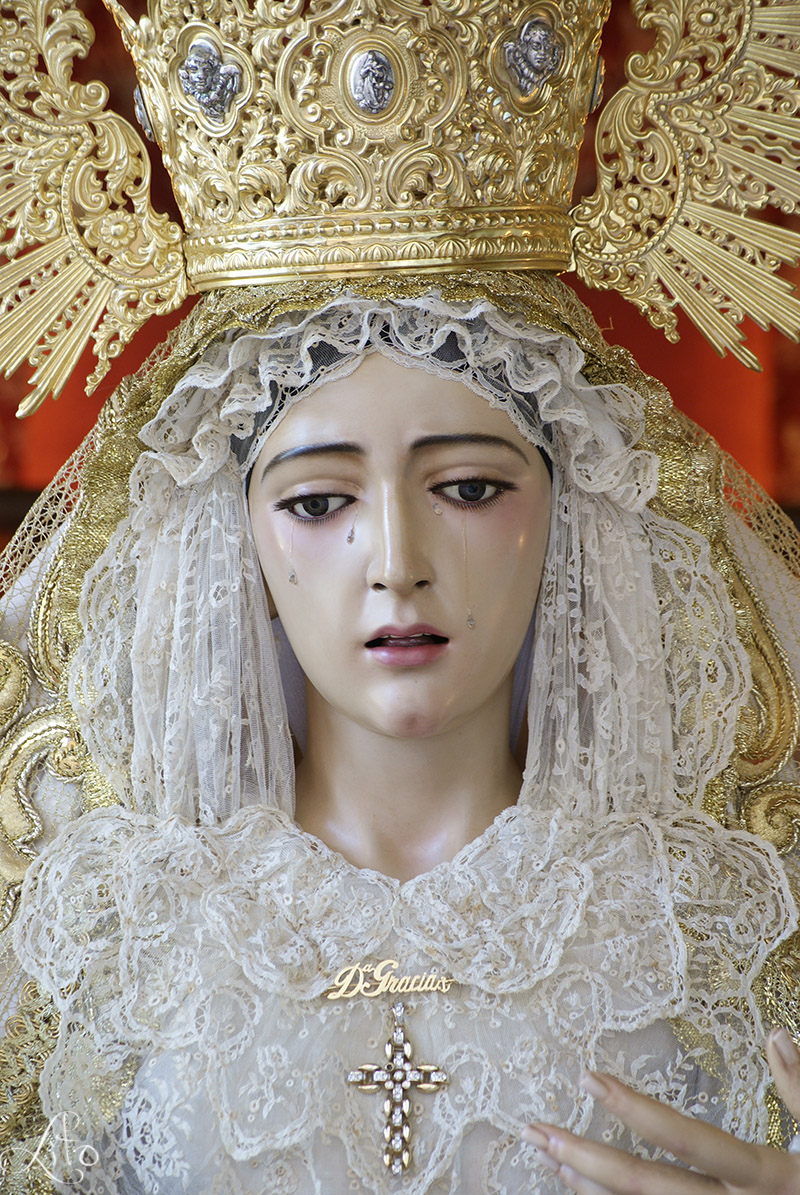
Virgen de la Divina Gracia.

## Acompañamiento Musical
NAZARENO: Agrupación musical Lágrimas de Dolores De San Fernando (Cádiz)
VIRGEN: Banda de Música Virgen de las Angustias (Sanlúcar la Mayor).

## Paso por la carrera oficial
| Predecesor: San José Obrero | Orden de entrada en la carrera oficial (Sábado de Pasión) 5º lugar | Sucesor: San Jerónimo |

## Horario e itinerario
La procesión se realiza en la tarde del Sábado de Pasión. Sale de su templo situado en la
la parroquia del Buen Pastor y San Juan de la Cruz sobre las tres y diez transcurriendo por las calles del barrio para dirigirse a la Parroquia de los Dolores situada en el barrio del Cerro del Águila. Regresa a su templo durante la noche, realizando la entrada alrededor de la una de la madrugada.